# Out of Ashes
Out of Ashes è l'unico album in studio del gruppo musicale statunitense Dead by Sunrise, pubblicato il 13 ottobre 2009 dalla Warner Bros. Records.

## Descrizione
Il disco è il risultato di un progetto che il frontman Chester Bennington ha voluto creare al di fuori dei Linkin Park (suo gruppo principale) al fine di dare vita a diversi brani da lui composti ma non adatti a questi ultimi. Reclutati Amir Derakh e Ryan Shuck dei Julien-K (e in seguito anche i restanti componenti del gruppo), i Dead by Sunrise hanno realizzato tredici brani, caratterizzati da sonorità prevalentemente melodiche e che passano dal rock alternativo al pop rock, con qualche assolo di chitarra. I brani Give Me Your Name e Into You risultano tra le composizioni più pop all'interno del disco, mentre Inside of Me e My Suffering sono tra quelli più aggressivi, con Bennington che si cimenta in vari screaming.

Dal punto di vista dei testi, Bennington ha rivelato di aver composto brani esplicitamente personali che riguardavano vari momenti della sua vita:

## Promozione
L'uscita del disco era stata originariamente programmata per il 2006, quando il gruppo aveva ancora il nome iniziale Snow White Tan. A causa degli impegni di Bennington con i Linkin Park riguardo alla promozione del loro terzo album Minutes to Midnight, nel maggio 2008 il cantante ha rivelato che la pubblicazione di Out of Ashes avrebbe visto la luce nel 2009. Dall'album sono stati estratti i singoli Crawl Back In, Fire e Let Down, pubblicati tra agosto e dicembre 2009. Nei primi mesi del 2010 sono stati pubblicati in via promozionale anche i brani Inside of Me e Too Late.
Nel 2024, in occasione dell'annuale Record Store Day, l'album è stato ripubblicato nel formato doppio vinile con l'aggiunta della bonus track Morning After e di cinque versioni acustiche tratte dal concerto che il gruppo ha tenuto a Las Vegas nel 2009.

## Tracce
Testi e musiche di Chester Bennington, Amir Derakh, Ryan Shuck e Anthony Valcic.
1. Fire – 3:50
2. Crawl Back In – 3:03
3. Too Late – 2:59
4. Inside of Me – 2:18
5. Let Down – 3:59
6. Give Me Your Name – 4:56
7. My Suffering – 2:39
8. Condemned – 2:32
9. Into You – 3:23
10. End of the World – 3:56
11. Walking in Circles – 4:43
12. In the Darkness – 5:27

Tracce bonus nelle edizioni giapponese e di iTunes
1. Morning After – 3:29

DVD bonus presente nell'edizione taiwanese
1. Let Down (Music Video)
2. Let Down (Monga Version; Music Video)
3. Crawl Back In (Music Video)

Tracce bonus nella riedizione del 2024
1. Morning After – 3:29
2. Crawl Back In (Live) – 3:11
3. Walking in Circles (Live) – 4:50
4. In the Darkness (Live) – 5:24
5. Let Down (Live) – 4:06
6. Morning After (Live) – 3:41

## Formazione
Hanno partecipato alle registrazioni, secondo le note di copertina:
Gruppo
- Chester Bennington – voce, chitarra, sintetizzatore
- Amir Derakh – chitarra solista e ritmica, sintetizzatore, programmazione, basso
- Ryan Shuck – chitarra, sintetizzatore, beatbox (traccia 12)
- Anthony "Fu" Valcic – programmazione, sintetizzatore
- Brandon Belsky – basso, sintetizzatore e programmazione aggiuntivi
- Elias Andra – batteria

Produzione
- Howard Benson – produzione (eccetto traccia 13)
- Tom Whalley – produzione esecutiva
- Mike Plotnikoff – registrazione (eccetto traccia 13), registrazione batteria (traccia 13)
- Chris Lord-Alge – missaggio (eccetto traccia 13)
- Keith Armstrong – assistenza al missaggio (eccetto traccia 13)
- Brad Townsend – assistenza all'ingegneria del suono (eccetto traccia 13)
- Andrew Schubert – assistenza all'ingegneria del suono (eccetto traccia 13)
- Hatsukazu Inagaki – assistenza tecnica (eccetto traccia 13), registrazione batteria (traccia 13)
- Paul DeCarli – montaggio digitale (eccetto traccia 13)
- Amir Derakh – pre-produzione e registrazione aggiuntiva (eccetto traccia 13)
- Anthony "Fu" Valcic – pre-produzione e registrazione aggiuntiva (eccetto traccia 13), missaggio (traccia 13)
- Brandon Belksy – pre-produzione e registrazione aggiuntiva (eccetto traccia 13)
- Graham Hope – assistenza all'ingegneria del suono ai Sunset Sound (eccetto traccia 13)
- Morgan Stratton – assistenza all'ingegneria del suono ai Sunset Sound (eccetto traccia 13)
- Chris Concepcion – assistenza tecnica (eccetto traccia 13)
- Ted Jensen – mastering (eccetto traccia 13)
- Dead by Sunrise – produzione e registrazione (traccia 13)

## Classifiche
| Classifica (2009)          | Posizione massima |
| -------------------------- | ----------------- |
| Austria                    | 11                |
| Francia                    | 109               |
| Germania                   | 5                 |
| Paesi Bassi                | 82                |
| Regno Unito                | 29                |
| Regno Unito (rock & metal) | 3                 |
| Stati Uniti                | 29                |
| Stati Uniti (alternative)  | 9                 |
| Stati Uniti (hard rock)    | 5                 |
| Stati Uniti (rock)         | 12                |
| Svizzera                   | 18                |